# Frankfurter Hof

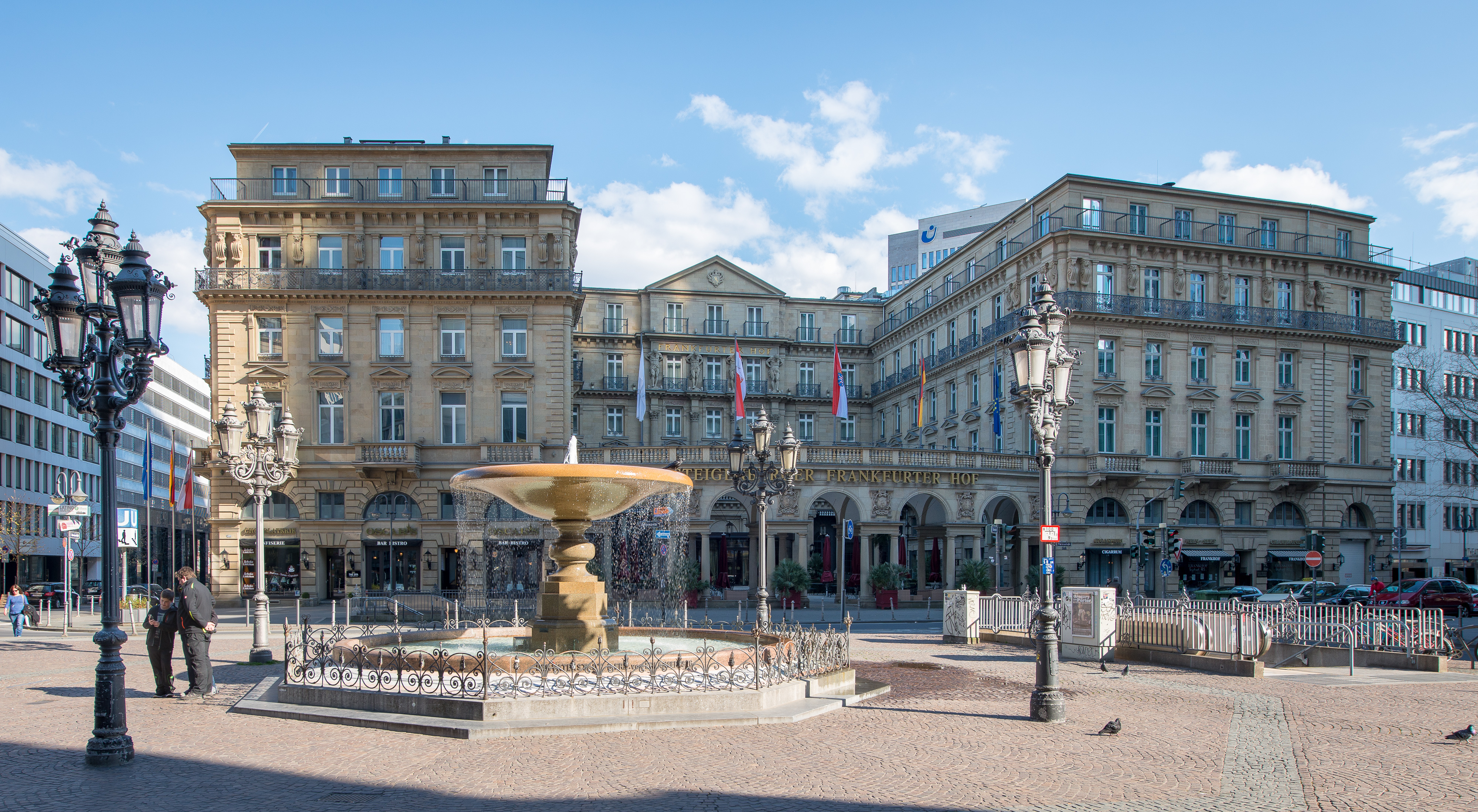
Nordseite des Frankfurter Hofs

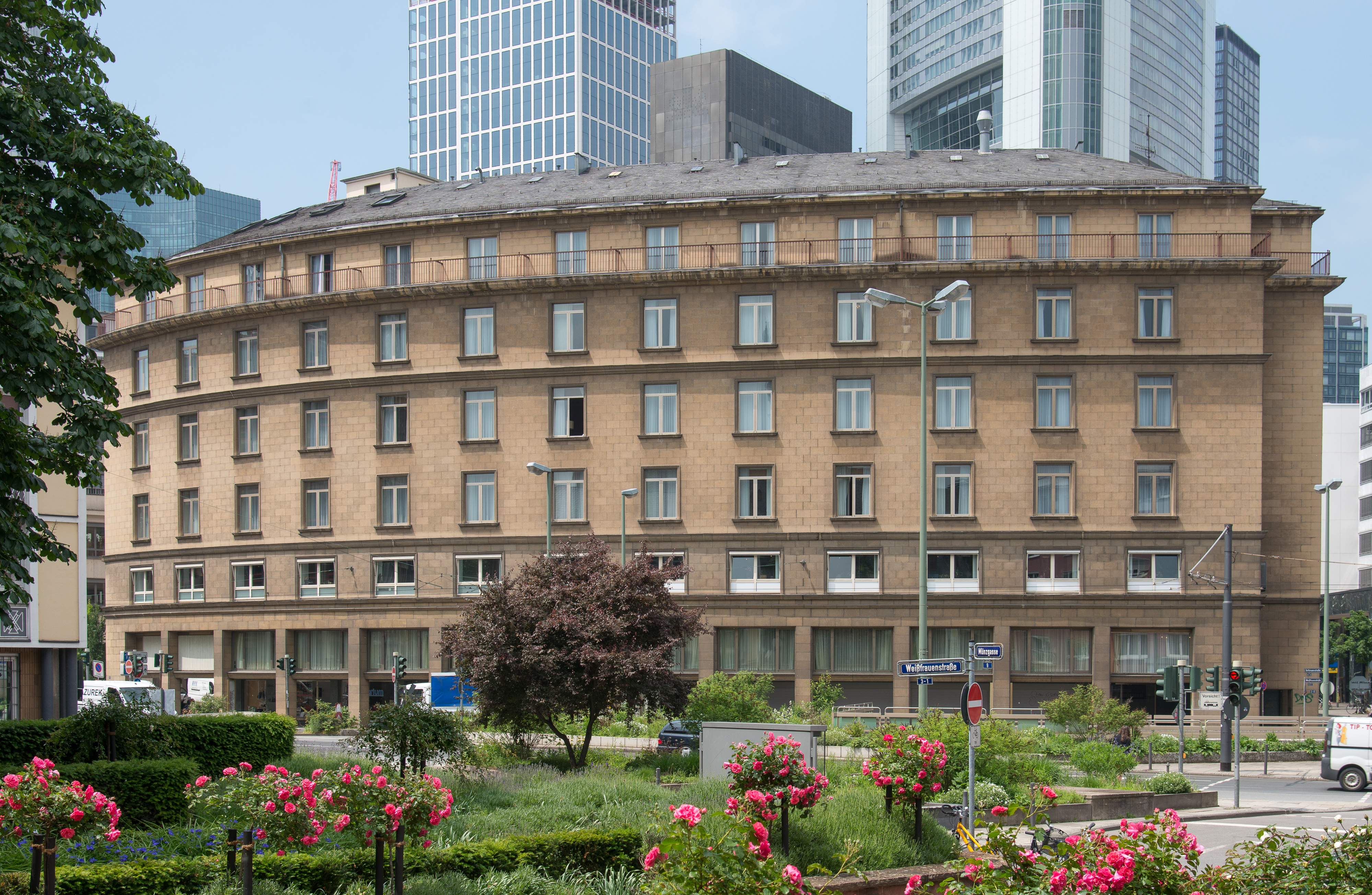
Südseite

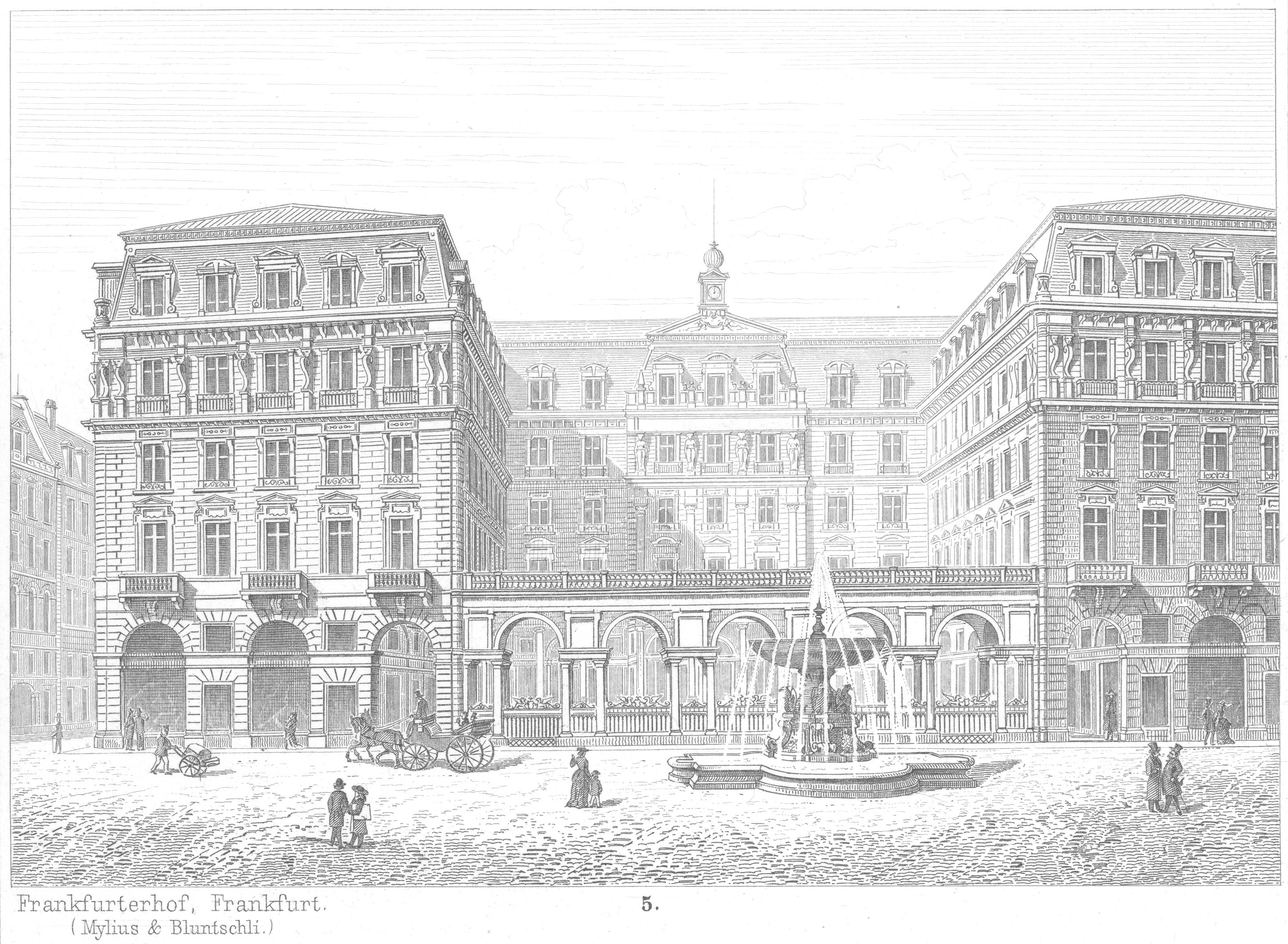
Frankfurter Hof, etwa 1877

Der Frankfurter Hof ist ein Hotel in Frankfurt am Main und gehört zur Steigenberger Hotel Group.
Das Hotelgebäude befindet sich am Kaiserplatz im Frankfurter Stadtzentrum. Es steht unter Denkmalschutz. Die Hotelhalle, die das Frühstückrestaurant Hofgarten, das Restaurant OSCAR’S und die „Autorenbar“ enthält, steht auch Nicht-Hotelgästen offen.

## Geschichte
Das Hotel wurde 1872 bis 1876 auf dem Gelände des ehemaligen Weißen Hirsches durch Karl Jonas Mylius und Alfred Friedrich Bluntschli konstruiert. Es war direkt eine der ersten Adressen der Frankfurter Gastronomie. Erster Direktor war J. Fauchère-Schimon.  
Im Jahr 1940 erwarb Albert Steigenberger das Hotel. Nur vier Jahre später wurde das Haus durch die Fliegerbomben des Zweiten Weltkrieges bei den Luftangriffen auf Frankfurt am Main zerstört. 
Schon 1948 erfolgte die behelfsmäßige Wiedereröffnung mit zunächst 20 Betten. Fünf Jahre später war das Haus in vereinfachter Form – mit Staffelgeschoss anstelle des ursprünglichen Mansarddaches – wieder aufgebaut.

## Das Hotel
Das Hotel hat 303 Zimmer in verschiedenen Kategorien. Hinzu kommen 36 Suiten. Es gibt außerdem 16 Tagungs- und Konferenzräume mit einer Kapazität von bis zu 450 Personen. 2011/2012 erfolgte eine umfangreiche Sanierung, im Zuge derer ein Wellness-Bereich entstand. Ein Teil der Räume sowie sämtliche Veranstaltungsbereiche wurden bis 2019 mit neuer Technik renoviert.